# الفن المعاصر التقليدي
الفن المعاصر والتقليدي هو فن أنتج في الفترة الحالية من الزمن يعكس الثقافة الحالية من خلال استخدام التقنيات الكلاسيكية في الرسم والنحت،  يهتم الفنانون الممارسون بشكل أساسي بالحفاظ على المهارات التي يتم تكريمها عبر الزمن في ابتكار أعمال مجسمة وتمثيلية للفنون الجميلة كوسيلة للتعبير عن المشاعر والخبرات الإنسانية، تعتمد الموضوعات على جماليات الموازنة بين الواقع الخارجي والضمير الداخلي البديهي الذي تحركه العاطفة أو الفكر الفلسفي أو الروح، يستخدم المصطلح على نطاق واسع ليشمل جميع أساليب وممارسات الفن التمثيلي، مثل الرسم الكلاسيكي، الانطباعية، الواقعية، يتم تأسيس المهارات الفنية في تعاليم النهضة والفنون الأكاديمية والانطباعية الأمريكية.

## فنانون بارزون
- بيتر سيتز آدمز (مواليد 1950).
- يعقوب كولينز (مواليد 1964).
- كارل ديمبولف (مواليد 1939).
- فريدريك هارت (1943-1999 - النحات) .
- إيفريت ريموند كيندلر (مواليد 1926).
- جيريمي ليبكينج (مواليد 1974).
- ريتشارد شميد (مواليد 1934).
- نيلسون شانكس (1937-2015).
- تيم سوليداي (مواليد 1952).
- أليكسي ستيل (مواليد 1967).
- باتريشيا واتوود (مواليد 1971).
- بروس وولف (مواليد 1941 ، النحات).